# Caecilia attenuata
Caecilia attenuata Taylor, 1968 è un anfibio della famiglia Caeciliidae.

## Distribuzione e habitat
La specie è endemica in Perù e in Ecuador, dove occupa vari habitat umidi, tropicali o subtropicali.